# Trichoderma violaceum
Trichoderma violaceum är en svampart som beskrevs av Oudem. 1904. Trichoderma violaceum ingår i släktet Trichoderma och familjen Hypocreaceae.   Inga underarter finns listade i Catalogue of Life.